# Cotutela di tesi
La co-tutela (o più correttamente contutela) di tesi è una modalità di svolgimento del dottorato di ricerca, che comporta l'iscrizione del candidato in due università di due Paesi diversi e il rilascio di un titolo di studio riconosciuto da entrambi gli Stati.

## Presupposti
Per poter chiedere l'ammissione al regime di cotutela, bisogna essere già iscritti in un corso di dottorato; è necessario inoltre che il Paese in cui ha sede il corso abbia già firmato un accordo quadro con il Paese in cui si trova l'ipotetica università partner.
Se queste condizioni sussistono, occorre stipulare una convenzione nominativa per ogni singolo dottorando in cotutela, preparata dal candidato assieme ai due relatori, approvata dagli organi accademici (previa eventuale modifica del Regolamento relativo ai corsi di dottorato, che quasi tutte le università hanno) e sottoscritta dai Rettori delle università interessate.
La convenzione deve specificare fra l'altro in quale sede il dottorando pagherà le tasse (normalmente quella della prima iscrizione), dove si svolgerà la discussione della tesi, la lingua in cui questa verrà redatta e quella in cui sarà discussa.

## Svolgimento
Nel corso della preparazione della tesi, il dottorando in cotutela è seguito da due relatori di tesi o tutor, uno per ciascun ateneo, e soggiorna alternativamente nelle due istituzioni di appartenenza (di norma per periodi uguali); la discussione si svolge di fronte a una commissione paritetica di professori universitari di entrambi i Paesi (almeno due per parte); il diploma può essere unico o doppio, ma in ogni caso deve menzionare l'esistenza della cotutela.

## Diffusione
Il dottorato in cotutela è una prassi consolidata in Francia, dove è stata regolamentata già nel 1994 e viene praticata su larga scala coinvolgendo decine di Paesi europei ed extraeuropei.
In Italia, l'autorità preposta alla stesura di accordi di cotutela è la CRUI (Conferenza dei Rettori delle Università Italiane). La prima intesa è stata raggiunta proprio con la Francia nel 1998; successivamente ne sono state firmate altre con Spagna (1998), Germania (2000) e Svizzera (2003).

## Altre forme di mobilità
La cotutela di tesi si distingue dai più noti programmi di scambio per studenti, come il progetto Erasmus, perché prevede una regolare iscrizione nell'università partner, e il rilascio di un titolo che ha automaticamente valore legale in due Paesi diversi.
A livello di dottorato, esistono altre forme di internazionalizzazione degli studi che non vanno confuse con la cotutela: il dottorato binazionale è un vero e proprio corso strutturato, con un suo collegio docenti, gestito in collaborazione da due università; il cosiddetto dottorato europeo è invece un accordo ad personam meno vincolante della cotutela, che non prevede né una doppia iscrizione né un doppio tutor, ma soltanto la visionatura della tesi da parte di due referees internazionali.